# ویرانه (فیلم ۲۰۱۵)
ویرانه (انگلیسی: Tumbledown) فیلمی در ژانر کمدی رمانتیک است که در سال ۲۰۱۵ منتشر شد. از بازیگران آن می‌توان به جیسون سودیکیس اشاره کرد.